# Plateau de l'Aubrac
Plateau de l'Aubrac este o arie protejată (sit de importanță comunitară — SCI) din Franța întinsă pe o suprafață de 25.475 ha, integral pe uscat.

## Localizare
Centrul sitului Plateau de l'Aubrac este situat la coordonatele 44°39′04″N 3°06′37″E / 44.65113°N 3.11039°E.

## Înființare
Situl Plateau de l'Aubrac a fost declarat arie specială de conservare în baza directivei 92/43 din 1992 referitoare la conservarea habitatelor naturale și a faunei și florei sălbatice pentru a proteja 2 specii de plante și 10 specii de animale.

## Biodiversitate
Situată în ecoregiunea continentală, aria protejată conține 21 de habitate naturale: Mlaștini turboase de tranziție și turbării mișcătoare, Fânețe montane, Păduri aluvionare cu Alnus glutinosa și Fraxinus excelsior (Alno-Padion, Alnion incanae, Salicion albae), Pajiști uscate europene, Pajiști cu Molinia pe soluri calcaroase, turboase sau argilos-nămoloase (Molinion caeruleae), Mlaștini calcaroase cu Cladium mariscus și specii de Caricion davallianae, Păduri de fag acidofile atlantice, cu subarboret de Ilex și, uneori, de asemenea, Taxus, la nivelul arbuștilor (Quercion robori-petraeae sau Ilici-Fagenion), Formațiuni montane de Cytisus purgans, Mlaștini oligotrofe degradate, capabile încă de regenerare naturală, Mlaștini împădurite, Liziere de ierburi înalte hidrofile de câmpie și de nivel montan până la alpin, Lacuri și iazuri distrofice naturale, Ape stătătoare oligotrofe până la mezotrofe, cu vegetație de Littorelletea uniflorae și/sau de Isoëto-Nanojuncetea, Depresiuni pe substraturi de turbă de Rhynchosporion, Formațiuni ierboase bogate în specii de Nardus, dezvoltate pe substraturi silicioase în zone montane (și în zone submontane, în Europa continentală), Roci stâncoase cu vegetație pionieră de Sedo-Scleranthion sau Sedo albi-Veronicion dillenii, Pante stâncoase silicioase cu vegetație casmofită, Grohotișuri silicioase medio-europene, la altitudine înaltă, Turbării active, Ape oligotrofe din câmpii nisipoase, cu un conținut foarte redus de minerale (Littorelletalia uniflorae), Cursuri de apă de la nivel de câmpie la nivel montan, cu vegetație Ranunculion fluitantis și Callitricho-Batrachion.
La baza desemnării sitului se află mai multe specii protejate:
- plante (2): curechi de munte (Ligularia sibirica), Luronium natans
- mamifere (5): liliac cârn (Barbastella barbastellus), vidră de râu (Lutra lutra), liliac cărămiziu (Myotis emarginatus), liliac comun (Myotis myotis), liliacul mic cu potcoavă (Rhinolophus hipposideros)
- nevertebrate (3): Austropotamobius pallipes, fluturele auriu (Euphydryas aurinia), Margaritifera margaritifera
- pești (2): zglăvoacă (Cottus gobio), cicar (Lampetra planeri)

Pe lângă speciile protejate, pe teritoriul sitului au mai fost identificate 16 specii de plante, 1 specie de mamifere, 1 specie de reptile.